# Râul Mermezeu
Râul Mermezeu este un curs de apă, afluent al râului Mureș.  

## Hărți
- Harta județului Mureș
- Harta Munților Călimani  Arhivat în 11 octombrie 2008, la Wayback Machine.